# Henri Lepage (cyclisme)
Pour les articles homonymes, voir Henri Lepage et Lepage.
Henri Lepage, né le 7 aout 1906 à Paris, mort en 1959 à Montréal, est un coureur cycliste canadien. Il débute sur route puis devient spécialiste des courses de six jours. Lepage participe à ses premiers six jours au forum de Montréal avec Jules Matton, en octobre 1929,. Henri Lepage, comme les coureurs cyclistes Canadiens francophones, qui participent aux courses de six jours en Amérique du Nord, porte les couleurs des Canadiens de Montréal. Il participe à 64 six jours, en gagne dix. Il en termine 54, abandonnant seulement 10 fois. Henri Lepage est classé en 64e position au classement général historique
Il met fin à sa carrière en 1939 et devient joueur de golf

## Biographie
Il est entraîné et conseillé par Louis Quilicot, « le papa des cyclistes », au  Québec

## Palmarès
- 1930
  - 10 miles derrière tandem devant Fioravante Baggio[8]
- 1931
  - Montréal (deux éditions avec William Peden)[9]
- 1932
- 1933
  - Minneapolis (avec William Peden)
  - Six jours de Toronto (avec Alfred Letourneur)
  - Six jours de Saint-Louis (avec William Peden)
- 1934
  - Milwaukee (deux éditions, avec Jules Audy et William Peden)
  - Six jours de Pittsburgh (avec Jimmy Walthour)
- 1935
- 1936
  - Minneapolis (avec Reginald Fielding)
- 1937
  - Six jours de Philadelphie (avec Jules Audy)
- 1938
  - Six jours d'Indianapolis (avec Fernand Wambst)